# Aimee Stephens
Aimee Stephens (Fayetteville, 7 dicembre 1960 – Redford, 12 maggio 2020) è stata una funzionaria statunitense, nota per la sua lotta per i diritti civili delle persone transgender. Direttrice di un'impresa di pompe funebri a Detroit, è stata licenziata in quanto transgender. In base al suo caso giudiziario, la Corte Suprema degli Stati Uniti, in una storica decisione del 2020, ha stabilito che la legge federale sui diritti civili del 1964 protegge i dipendenti gay, lesbiche e transgender dalle discriminazioni basate sul sesso e sull'orientamento sessuale.

## Biografia
Stephens è nata con il nome di Anthony Stevens il 7 dicembre 1960 a Fayetteville, Carolina del Nord. Si è laureata alla Mars Hill University nel 1984 con una laurea in educazione religiosa, successivamente nel 1988, ha ottenuto una laurea in scienze mortuarie presso il Fayetteville Technical Community College.
È stata sposata con Donna Stephens per 20 anni. Il 12 maggio 2020, Stephens è morta per complicazioni legate all'insufficienza renale.

## RG e GR Harris Funeral Homes Inc. v.Commissione per le pari opportunità di lavoro
Nel 2013, dopo aver dichiarato che si sarebbe recata al lavoro con abiti femminili, fu licenziata perdendo il suo posto di lavoro presso R.G. & G.R Harris Funeral Home a Garden City. Stephens ha così dato avvio ad una causa legale, sostenendo che fosse tutelata ai sensi del titolo VII della legge federale sui diritti civili del 1964. Il proprietario dell’impresa di pompe funebri ha sostenuto che in realtà Stephens non era stata realmente oggetto di discriminazioni, in quanto avrebbe fatto richiesta ai suoi dipendenti di vestirsi con degli abiti legati al proprio genere biologico. Il giudice Neil Gorsuch ha sostenuto la comunità LGBTQ +, riconoscendo che "il Congresso nel 1964 probabilmente non aveva in mente la comunità LGBTQ quando ha vietato la discriminazione basata sul sesso. Nonostante ciò le sue parole sono chiare".

## Cultura di massa
A giugno 2020, Stephens è stata aggiunta alla liste dei "pionieri ed eroi" americani al National LGBTQ Wall of Honor all'interno dello Stonewall National Monument (SNM) nello Stonewall Inn di New York. Il SNM è il primo monumento nazionale degli Stati Uniti dedicato ai diritti e alla storia dei diritti LGBTQ.